# Konrad Okoński
Konrad Okoński (ur. 1987 w Szczecinie) – autor komiksów internetowych, znany z Wiśni, Kokoart 2 i A Quartz Bead, publikuje także w antologiach komiksu Kolektyw. Członek i jeden z założycieli netKOLEKTYWU. Używa pseudonimów "koko" lub "myszowor". Studiuje na wydziale grafiki i sztuki mediów Akademii Sztuk Pięknych we Wrocławiu. Jego podcast Schwing! emitowany jest w Akademickim Radiu LUZ.

## Twórczość
Debiutował w 2004 r. komiksem internetowym Wiśnia. Największą sławę przyniósł mu A Quartz Bead, rozpoczęty w październiku 2006 r., za który otrzymał Złotego Nasta (nagroda przyznawana przez czytelników Alei Komiksu) za najlepszy komiks on-line 2006 r. W 2007 r. wydał pierwszy komiks w formie papierowej - był to OVERkill 2021, stworzony na potrzeby antologii komiksu internetowego Kolektyw. Twórczością luźno nawiązuje do stylistyki komiksu japońskiego (w wywiadzie dla Polskiego Centrum Webkomiksu, Konrad Okoński wskazywał jako źródło inspiracji m.in. Megatokyo i Fullmetal Alchemist), od której jednak stopniowo odchodzi na rzecz realistycznej kreski. W latach 2013–2020 roku rysował komiks Kij W Dupie.

### Schwing
Schwing (ang. onomatopeja w komiksach, opisująca wyciąganie broni białej z pochwy lub męski wzwód)  - podcast Konrada Okońskiego i Roberta Sienickiego. Pierwszy odcinek został wypuszczony w sierpniu 2007 roku. Kolejne odcinki wychodziły w miarę regularnie, mniej więcej 2 odcinki na miesiąc. Podcast cechuje się swoistą swobodą wypowiedzi autorów, którzy często schodzą z głównego wątku i rozmawiają na dowolne tematy. Odcinki od 1 do 27 (plus 29) były wypuszczane tylko w internecie. Odcinki 28 i od 30, są to już audycje radiowe, które po wyemitowaniu, zostają najczęściej umieszczone na stronie podcastu. Podkast zakończył działalność w 2013 roku. Obecnie Koko prowadzi audycję Inside Baseball.

#### Obsada
- Konrad Okoński

- Robert "bele" Sienicki - ur. w lipcu 1987. Członek netKolektywu, redaktor magazynu Kolektyw i scenarzysta komiksowy. W 2006 rozpoczął publikowanie komiksu internetowego The Movie[8].

- Karol "KRL" Kalinowski - ur. 28 lipca 1982 w Suwałkach. Animator, rysownik i scenarzysta.
- Michał Niewiara - ur. 17 października 1986 we Wrocławiu, grafik 2D
- Artur Sadłos - grafik 2D

### Inside Baseball
Inside Baseball (ang. zwrot oznaczający nawiązanie do tematu znanego tylko części grupy rozmówców) - podcast Konrada Okońskiego i Mateusza Żarkowskiego. Rozpoczęty w listopadzie 2013 roku, odcinki publikowane są co tydzień. To audycja komediowa zajmująca się popkulturą, legendami miejskimi i aktualnościami ze świata.

#### Obsada
- Konrad Okoński
- Mateusz Żarkowski - ur. w listopadzie 1987, robotyk.

## Nagrody i wyróżnienia
Laureat Złotego Nastu za najlepszy polski komiks on-line 2006 r. – A Quartz Bead, oraz Komiksowego Nastu za najlepszy komiks online 2008 r. za Kokoart/Kokoart 2.